# Tadjikistan la Jocurile Olimpice de vară din 2016
Tadjikistanul a participat la Jocurile Olimpice de vară din 2016 de la Rio de Janeiro în perioada 5 – 21 august 2016, cu o delegație de șapte sportivi, care a concurat în patru sporturi. Cu o medalie de aur, prima din istoria sa, Tadjikistan s-a aflat pe locul 54 în clasamentul final.

## Participanți
Delegația din Tadjikistan a cuprins șapte de sportivi: cinci bărbați și două femei. Cel mai tânăr atlet din delegație a fost înotătoarea Anastasia Tiurina (15 de ani), cel mai bătrân a fost aruncătorul de ciocan Dilșod Nazarov (34 de ani).
| Sport    | Masculin | Feminin | Total |
| -------- | -------- | ------- | ----- |
| Atletism | 1        | 1       | 2     |
| Box      | 1        | 0       | 1     |
| Judo     | 2        | 0       | 2     |
| Natație  | 1        | 1       | 2     |
| Total    | 5        | 2       | 7     |

## Medaliați
| Medalie | Nume           | Sport    | Probă                         | Dată      |
| ------- | -------------- | -------- | ----------------------------- | --------- |
| Aur     | Dilșod Nazarov | Atletism | Aruncarea ciocanului masculin | 20 august |

## Natație
| Sportiv           | Probă                    | Calificări | Calificări | Semifinale   | Semifinale   | Finală       | Finală       |
| Sportiv           | Probă                    | Timp       | Loc        | Timp         | Loc          | Timp         | Loc          |
| ----------------- | ------------------------ | ---------- | ---------- | ------------ | ------------ | ------------ | ------------ |
| Olim Qurbonov     | 50 m stil liber masculin | 25,77      | 62         | Nu a avansat | Nu a avansat | Nu a avansat | Nu a avansat |
| Anastasia Tiurina | 50 m stil liber feminin  | 31,15      | 73         | Nu a avansat | Nu a avansat | Nu a avansat | Nu a avansat |